# Gaio Terenzio Varrone
Gaio Terenzio Varrone (in latino Gaius Terentius Varro; fl. III secolo a.C.) è stato un militare e console romano del III secolo a.C. e insieme al collega Lucio Emilio Paolo fu sconfitto  nel 216 a.C. nella battaglia di Canne dal cartaginese Annibale.

## Biografia
Secondo una tradizione riportata anche da Tito Livio, Varrone era figlio di un macellaio ed egli stesso era stato un fattore nei primi anni di vita, per poi raggiungere una posizione di rilievo nella vita pubblica romana battendosi per le cause delle classi inferiori contro il parere dei benpensanti. Se queste storie siano vere o esagerate non è dato sapere, ma quello che è certo che Varrone proveniva dalle classi più umili della società e divenne uno dei principali leader del partito popolare. Non può essere stato una persona così spregevole come viene rappresentato da Livio, altrimenti il Senato Romano non gli avrebbe permesso di tornare a Roma dopo la battaglia di Canne, né avrebbe potuto essere impiegato durante il resto della guerra in importanti comandi militari.
Varrone viene menzionato per la prima volta nel 217 a.C. quando fu uno dei più accesi sostenitori affinché a Marco Minucio Rufo, magister equitum del dittatore Quinto Fabio Massimo, fossero affidati poteri equivalenti, così da superare la tecnica temporeggiatrice e passare all'offensiva nella guerra. In ogni caso Varrone era stato pretore l'anno precedente ed in precedenza aveva ricoperto gli uffici di questore, di edile plebeo e curule.
Console nel 216 a.C., venne sconfitto da Annibale nella battaglia di Canne, una delle più pesanti disfatte dell'esercito romano, che costò la vita al collega Emilio Paolo. Tornato a Roma, nominò come nuovo dittatore Marco Fabio Buteone. L'anno seguente fu proconsole nel Picenum dal 215 al 213 a.C., mentre nel 208–207 a.C. fu inviato come propretore in Etruria contro il fratello di Annibale, Asdrubale Barca. Nel 200 a.C. fu invece mandato come ambasciatore in Africa, alla corte di Massinissa.